# 자살의 철학
윤리와 철학의 다른 분야에서 자살은 어려운 질문을 던지고, 다양한 철학자들은 이에 대해 다르게 답한다. 프랑스령 알제리 출신의 수필가이자 소설가, 극작가인 알베르 카뮈(1913-1960)는 그의 철학적 수필 시지프 신화를 "진정으로 심각한 철학적 문제는 단 하나, 자살이다"라는 유명한 대사로 시작했다.
자살에 대한 철학적 입장은 두 가지 큰 유형으로 나눌 수 있다. 종교 철학은 거의 보편적으로 자살을 비난하는 반면, 비종교적 입장은 관용적인 경향이 있으며, 일부는 상황에 따라 그것을 칭찬할만한 것으로 간주한다. 공리주의는 아무래도 혼란스러운 입장을 제공한다. 가령, 제레미 벤담의 쾌락주의적 계산을 사용하면 자살은 개인적 고통을 끝내는 유용성을 제공하나 다른 사람들에게 초래하는 슬픔이 그 유용성보다 더 클 수 있다는 결론을 내릴 수 있다. 이 계산은 철학적 수준에서 결정불가하다.

## 자살에 반대하는 주장들
근대화 이후 자살에 대한 일반적인 철학적 의견은 자살이 부도덕하고 비윤리적이라는 서구 사회의 문화적 신념이 확산된 것을 반영한다. 한 가지 인기있는 주장은 우울증, 정서적 고통 또는 경제적 어려움과 같은 자살의 많은 이유가 일시적이며 치료를 통해 개선될 수 있고 삶의 일부 측면을 변경함으로써 개선될 수 있다는 것이다. 자살예방을 둘러싼 담론에서 일반적인 속담은 이러한 견해를 요약한다. "자살은 일시적 문제에 대한 영구적 해결책이다." 그러나 이에 반대하는 주장은 정서적 고통이 대부분의 사람들에게 일시적인 것처럼 보일 수 있지만 다른 경우에는 상담이나 생활 방식의 변화를 통해서도 고통의 심각성과 고통에 대처하는 사람의 능력에 따라 해결하기가 매우 어렵거나 불가능할 수 있다는 것이다. 예로는 불치병이나 평생동안의 정신질환이 있다.

### 부조리주의
카뮈는 자살이 신의 존재(그리고 그 존재가 무엇에 답할 수 있는지)에 대한 질문과 세상에서 의미와 목적을 찾는 우리의 탐구에 대해 침묵하는 세계에 대해 필요한 대응인지를 확립하는 것에 부조리주의의 목표를 두었다. 카뮈에게 자살은 자유를 거부하는 것이었다. 그는 현실의 부조리에서 환상, 종교 또는 죽음으로 도망치는 것은 탈출구가 아니라고 생각했다. 삶의 부조리한 무의미함에서 도망치는 대신 열정적으로 삶을 받아들여야한다.
실존주의자 사르트르는 카뮈의 소설 이방인에서 사형을 선고받은 주인공 뫼르소의 처지를 다음과 같이 묘사한다.
부조리인은 자살하지 않을 것이다. 그는 자신의 확신을 하나도 포기하지 않고, 미래도, 희망도, 환상도 없이, 그리고 체념도 없이 살고 싶어한다. 그는 열정적인 관심으로 죽음을 응시하고, 이러한 매혹이 그를 해방시킨다. 그는 사형수의 "신성한 무책임함"을 경험한다.

### 기독교기반 철학
기독교 신학은 거의 보편적으로 자살을 신에 대한 범죄로 비난한다. G. K. 체스터턴은 자살을 "궁극적이고 절대적인 악, 존재에 관심을 갖지 않는 것"이라고 부른다. 그는 자살자는 자신에 관한 한 온 세상을 파괴한다고 주장한다. (분명히 마이모니데스의 견해를 정확히 반복한다)

### 의무론
의무론적 관점에서 임마누엘 칸트는 윤리형이상학 정초에서 자살에 반대한다. 그의 정언명령의 두 번째 공식화에 따라 칸트는 "자살을 생각하는 사람은 자신의 행동이 인간 자체의 목적과 일관성이 있는지 스스로에게 물어봐야한다"고 주장한다. 칸트의 이론은 결과가 아닌 행위만을 살펴보고, 사람이 그 행위를 보편화할 의향이 있는지, 즉 모든 사람이 그렇게 행동해야한다고 주장할 것인지의 여부를 윤리적으로 고려해야한다 주장한다. 칸트는 자살을 선택하는 것은 자신을 목적을 위한 수단으로 생각하는 것은 수반한다고 주장하는데, 그는 이를 거부한다. 그는 사람이 "단순히 수단으로 사용되어선 안 되며, 모든 행위에서 항상 그 자체로 목적으로 간주돼야한다"고 말한다. 나아가 칸트는 객관적 도덕성이 자신의 추론 능력에 근거하나 자살은 그 능력을 제거하는 것을 수반하기에 일종의 실제적 모순을 만들어내기에 잘못됐다고 주장한다.

### 사회 계약
장자크 루소에 의하면 사회 계약은 "자신의 삶을 보존하기 위해 자신의 삶을 걸을 권리가 있다"는 것이다.
홉스와 로크는 개인이 스스로 목숨을 끊을 권리를 거부한다. 홉스는 그의 리바이어던에서 자연법은 모든 사람이 "자신의 삶을 파괴하는 일을 하거나, 같은 삶을 보존하는 수단을 빼앗는 것"을 금지한다고 주장한다. 이 자연법을 어기는 것은 비이성적이고 부도덕하다. 홉스는 또한 사람들이 행복을 원하고 죽음을 가장 두려워하는 것은 직관적으로 합리적이라고 말한다.

### 아리스토텔레스
아리스토텔레스는 그의 '용기에 대한 논의'에서 고통이나 기타 바람직하지 않은 상황을 피하기 위해 자살하는 것은 비겁한 행위라고 주장한다. 니코마코스 윤리학의 후속 장에서 그는 자살은 불법이며 국가 이익에 반하는 행위라고 주장한다.

### 플로티누스
신플라톤주의 철학자 플로티누스(205-270)는 자살의 합법성 문제(자살에 관하여)에 대한 짧은 논문을 할애했다. 그는 플라톤주의와 스토아철학의 주장을 논의하면서, 사람이 그 자신의 이성을 잃어가고 있다는 것을 이해할 때를 제외하고는 자살이 허용되지 않는다고 결론지었다.

## 중립적 및 상황적 입장들

### 명예
일본에는 할복이라는 자살의 형태가 있는데, 이는 범죄나 개인적 패배를 속죄하는 명예로운 방법으로 여겨진다. 사무라이 시대와 그 이전에도 널리 받아들여졌다. 일반적으로 사무라이 계급에게만 부여된 특권으로 여겨졌다. 따라서 민간 범죄자는 이 '명예'를 누리지 못하고 처형당했다. 이러한 역사적 관점에서 자살은 비겁하고 잘못된 것이 아니라 고귀하고 수용 가능하며 심지어 용감한 자살에 대한 문화적 관점을 반영한다.

### 공리주의
공리주의는 자살을 정당화하거나 반대하는 주장으로 사용될 수 있다. 예를 들어, 제러미 벤담의 쾌락주의적 계산을 통해 우울증 환자의 죽음이 고통을 끝내지만 그 사람의 가족과 친구들도 슬퍼할 수 있으며 그들의 고통은 자살을 통해 개인의 우울증이 해소되는 것보다 더 클 수 있다는 결론을 내릴 수 있다.

## 자살이 허용가능하다는 주장들
개인이 자살을 통해 생사를 선택할 수 있도록 허용하는 것에 찬성하는 주장이 있다. 개인적인 선택으로서의 자살을 지지하는 사람들은 자살이 항상 또는 대개 비이성적이라는 생각을 거부하고, 대신 실제 문제에 대한 해결책이며, 대안이 더 나쁘다고 여겨질 때 합법적으로 취할 수 있는 최후의 수단이라고 생각한다. 그들은 어떤 존재도 불필요하게 고통받아서는 안 되며, 자살은 고통으로부터 벗어날 수 있는 방법이라고 믿는다.

### 관념론
헤로도토스는 "인생이 너무 힘들 때, 죽음은 인간에게 찾아온 피난처가 됐다"고 썼다. 쇼펜하우어는 "그들은 자살이 가장 큰 비겁한 행위라고 말한다... 자살은 잘못된 일이라고. 모든 사람에게 그 자신의 삶과 인격보다 더 공격할 수 없는 권리는 세상에 없다는 것이 아주 명백한데도 말이다"라고 단언했다.
쇼펜하우어의 주저인 의지와 표상으로서의 세계는 때때로 예시에서 자살을 인용한다. 그는 자살이 부도덕하다는 것을 부인했고, 자신의 생명을 끊는 것은 개인의 권리라고 간주했다. 우화에서 그는 큰 고통을 겪으며 자신의 생명을 끝내는 것을 끔찍한 악몽을 꾸고 잠에서 깨어나는 것과 비교했다. 그러나 대부분의 자살은 삶의 고통을 부정할 때 일어나는 의지의 행위로 여겼고, 따라서 삶의 즐거움을 부정하는 금욕적인 의지 포기와는 달랐다.
쇼펜하우어에 의하면, 도덕적 자유, 즉 가장 높은 윤리적 목표는 삶에의 의지를 거부함으로써만 얻을 수 있다. 자살은 그 거부와는 거리가 멀고, 이 의지를 강조하여 주장하는 것이다. 왜냐하면 그 거부는 삶의 고통이 아니라 쾌락에서 도피하는 데 있기 때문이다. 사람이 개인으로서의 자신의 존재를 파괴할 때, 그는 결코 삶에의 의지를 파괴하는 것이 아니다. 오히려, 그는 스스로 만족할 수 있다면 살고 싶어할 것이다. 그가 환경의 힘에 맞서 자신의 의지를 주장할 수 있다면 말이다. 그러나 환경은 그에게 너무나 강하다.
쇼펜하우어는 또한 자살에 반대하는 주장에 대해서도 언급했다. " 더 이상 자신을 위해 살고 싶어하지 않는 사람이 다른 사람들이 사용하는 기계로서만 살아야한다는 것은 지나친 요구이다."

### 자유지상주의
자유지상주의는 사람의 삶은 오직 자신에게만 속하며, 다른 사람은 자신의 삶을 살아야한다는 이상을 강요할 권리가 없다고 주장한다. 오히려 그러한 결정을 내릴 수 있는 사람은 관련된 개인뿐이며, 그들이 내리는 모든 결정은 존중돼야한다.
철학자이자 정신과 의사인 토마스 사스는 더 나아가 자살이 모든 권리 중 가장 기본적인 권리라고 주장한다. 자유가 자기소유, 즉 자신의 생명과 신체에 대한 소유권이라면 그 생명을 끝낼 권리가 가장 기본적인 권리이다. 다른 사람들이 당신을 살도록 강요할 수 있다면, 당신은 자신을 소유하지 못하고 그들에게 속한다.
장 아메리는 그의 책 자살에 대하여: 자발적 죽음에 대한 담론 (본래 1976년 독일어로 출판)에서 자살적 정신에 대한 감동적인 통찰력을 제공한다. 그는 자살이 인류의 궁극적인 자유를 나타낸다고 강력하고 거의 낭만적으로 주장하며, "우리는 자유롭게 선택한 죽음에서만 우리 자신에게 도달한다"와 같은 구절로 그 행위를 정당화하고 "우스꽝스러운 일상생활과 그 소외"를 한탄한다. 아메리는 1978년 자살했다.

### 허무주의
19세기와 20세기의 철학적 사고는 어떤 경우에는 선택의 자유에 대한 사고를 넘어서 자살이 더 이상 마지막 수단이 아니며, 정당화해야 할 것이 아니라 하지 않는 것을 정당화해야 하는 것이라는 지경에 이르렀다.

### 스토아철학
조지 라이먼 키트리지는 "스토아학파는 자살을 비겁하고 잘못된 일이라고 생각했다"고 말하지만, 가장 유명한 스토아학파의 철학자 소 세네카, 에픽테토스, 마르쿠스 아우렐리우스는 자기 손으로 죽는 것도 항상 선택할 수 있는 일이고 장기간 비참하게 사는 것보다 훨씬 더 명예로운 일이라고 주장한다.
스토아학파는 현명한 사람이 덕있는 삶을 살 수 없는 상황에서 자살을 허용할 수 있다고 간주했다. 플루타르코스는 폭정 하의 삶을 받아들이는 것은 스토아 철학자로서의 카토의 자기일관성을 손상시키고 명예로운 도덕적 선택을 할 수 있는 그의 자유를 손상시킬 것이라고 주장했다. 심각한 고통이나 질병에 시달리면 자살이 정당화될 수 있으나 그렇지 않으면 자살은 일반적으로 사회적 의무를 거부하는 것으로 간주됐다.

### 유교
유교는 어떤 가치를 따르지 못하는 것은 죽음보다 더 나쁘다고 주장한다. 따라서 자살은 도덕적으로 허용될 수 있으며, 그러한 가치를 위해 행해진다면 칭찬받을 만하다. 충성심, 가지 희생, 명예에 대한 공자의 강조는 이타적 자살을 장려하는 경향이 있다. 공자는 "의지가 있는 군자와 인이 있는 사람은 인을 희생해서라도 살아남으려고 한다는 것은 생각할 수 없으나, 인을 이루기 위해서는 죽음을 받아들여야 할 수도 있다"고 썼다. 맹자는 다음과 같이 썼다.
물고기는 내가 원하는 것이다. 곰 발바닥도 또한 내가 원하는 것이다. 둘 다 가질 수 없다면 물고기보다 곰 발바닥을 택하겠다. 삶은 내가 원하는 것이다. 예도 또한 내가 원하는 것이다. 둘 다 가질 수 없다면 삶보다 예를 택하겠다. 한편으로는 삶이 내가 원하는 것이지만 삶보다 더 원하는 것이 있다. 그래서 나는 삶에 꼭 집착하지 않는다. 다른 한편으로는 죽음이 내가 싫어하는 것이지만 죽음보다 더 싫어하는 것이 있다. 그래서 나는 피하지 않는 위험이 있다... 그러나 사람이 의지하지 않을 살아남는 방법과 죽음을 피하는 방법이 있다. 다시 말해 사람이 삶보다 더 원하는 것이 있고 죽음보다 더 싫어하는 것이 있다.

### 다른 주장들
데이비드 흄은 1755년에 자살에 관하여라는 제목의 수필을 썼다 (비록 그의 사후인 1777년에 출판됐지만). 대부분은 자살이 신에 대한 모욕이라는 주장과 관련있다. 흄은 자살이 신에 대한 반항이 아니고, 그렇지 않았을 시 죽을 사람의 생명을 구하거나 주변에서 어떤 것의 위치를 바꾸는 것과 마찬가지라고 주장한다. 그는 자살이 다른 사람이나 자신에 대한 의무에 대한 모욕이라는 주장을 기각하는 데 훨씬 적은 시간을 할애한다. 흄은 자살이 사회에서 은퇴하고 완전한 은둔자가 되는 것과 비교할 수 있다고 주장하는데, 이는 일반적으로 부도덕하다고 여기지지 않는다. 자신에 대한 의무에 관해 흄은 자살이 바람직한 때가 있을 수 있는 것은 당연하다고 생각하나, 다른 모든 경우를 먼저 고려하지 않고 자살을 고려하는 것은 우스꽝스럽다고 생각한다.
죽을 권리를 지지하는 사람들은 불치병과 노령과 같은 특정 상황에서는 자살이 허용될 수 있다고 주장한다. 일반적으로 삶은 좋으나 돌이킬 수 없는 고통에 직면한 사람들이 계속 고통을 겪도록 강요받아선 안 된다는 것이다.
레오 톨스토이는 그의 단편작 고백록에서 실존적 위기를 겪은 후 다양한 선택사항을 고려했고 신이 존재하지 않는 세상에서 자살이 가장 논리적으로 일관된 대응이라고 결론지었다고 썼다. 그러나 그는 논리를 덜 생각하고 신비적인 접근방식을 사용하여 신을 설명하려고 더 노력하기로 했다. 그 중 하나는 신을 생명으로 묘사하는 것이다. 그는 신에 대한 이 새로운 이해가 의미있게 살 수 있게 해줄 것이라고 말한다.
레너드 피코프는 그의 책 객관주의: 아인 랜드의 철학에서 다음과 같이 말한다.
자살은 인간의 삶이 통제할 수 없는 상황으로 인해 더 이상 가능하지 않을 때 정당화된다. 예를 들어 고통스런 말기 질환을 앓고 있는 사람이나 탈출의 기회가 없다고 생각하는 강제수용소의 수감자가 있다. 이러한 경우 자살은 반드시 삶이나 현실에 대한 철학적 거부가 아니다. 오히려 비극적인 재확인일 수 있다. 이러한 맥락에서 자기 파괴는 "인간의 삶은 내게 너무나 중요해서 그보다 덜 한 것에는 만족하지 않을 거야. 나는 살아있는 죽음을 대체물로 받아들이지 않을거야"라는 고문의 외침에 해당할 수 있다.

생명윤리학자 제이콥 아펠은 신체적 질병이 있는 환자가 치료를 거부할 수 있도록 허용하는 반면 정신질환이 있는 환자에게는 자살권을 부정하는 "임의적인" 윤리체계를 비판했다.

## 같이 보기
- 조력자살
- 반출생주의
- 에밀 뒤르켐의 자살론 (1897)
- 숙명론
- 허무주의
- 염세주의
- 죽을 권리
- 분신자살
- 자살 공격
- 토머스 사스